# Khafji
Khafji es una localidad de Arabia Saudita, en la provincia Oriental.

## Historia

### Guerra del Golfo (1991)

#### Batalla de Khafji

Mapa de operaciones militares durante la liberación de Khafji.

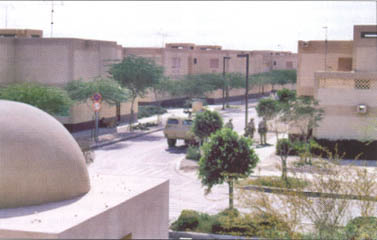
Una vista de la ciudad de Khafji, antes de la batalla. Fue la única ciudad saudí que fue invadida por el ejército iraquí. La Coalición reconquistó la ciudad dos días después.

El líder iraquí Saddam Hussein, que ya había intentado y no logró atraer a las tropas de la Coalición a costosos enfrentamientos terrestres al bombardear posiciones de Arabia Saudita y tanques de almacenamiento de petróleo y disparar misiles Scud a Israel, ordenó la invasión de Arabia Saudita desde el sur de Kuwait. Las divisiones mecanizadas primera y quinta y la tercera división blindada recibieron la orden de realizar una invasión múltiple hacia Khafji, involucrando a las fuerzas de Arabia Saudita, Kuwait y Estados Unidos a lo largo de la costa, con una fuerza de comando iraquí de apoyo ordenada a infiltrarse más al sur por mar y hostigar. la retaguardia de la coalición.
Estas tres divisiones, que habían sido muy dañadas por los aviones de la Coalición en los días anteriores, atacaron el 29 de enero. La mayoría de sus ataques fueron rechazados por infantes de marina de los EE. UU., así como por los Rangers del Ejército de EE. UU. y los aviones de la Coalición, pero una de las columnas iraquíes ocupó Khafji la noche del 29 al 30 de enero. Entre el 30 de enero y el 1 de febrero, dos batallones de la Guardia Nacional de Arabia Saudita y dos compañías de tanques cataríes intentaron retomar el control de la ciudad, ayudados por aviones de la Coalición y artillería estadounidense. Para el 1 de febrero, la ciudad había sido recapturada a costa de 43 soldados de la Coalición muertos y 52 heridos. Las muertes del ejército iraquí fueron de entre 60 y 300, mientras que aproximadamente 400 fueron capturados como prisioneros de guerra.
Aunque la invasión de Khafji fue inicialmente una victoria de propaganda para el régimen iraquí baazista , fue rápidamente recapturada por las fuerzas terrestres de Arabia Saudita. La batalla demostró la capacidad del poder aéreo para soportar las fuerzas terrestres. Khafji fue la única ciudad saudí invadida por Irak.

## Demografía
Según estimación 2010 contaba con 56724 habitantes.